# 法兰距

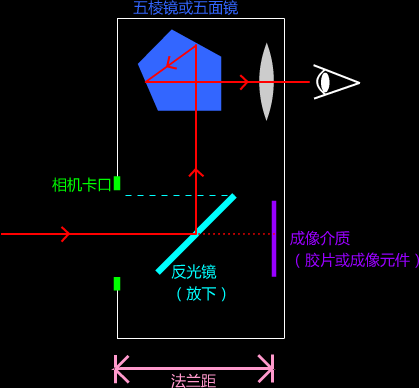
法兰距

对于可更换镜头的照相机而言，接环系统的法兰距（英語：flange focal distance，也称焦平面距离）就是指相机机身上与镜头接触的金属环到成像介质（感光元件或底片）之间的距离，通常用毫米表示。不同的接环系统有不一样的法兰距。法兰距互相符合的情况下，镜头只要对焦成功就能获得清晰的照片。
在把某个镜头通过转接环安装到其他接环系统的机身上的情况下，法兰距是考量的因素之一。若要制造一枚不需要校正镜片而又能让镜头无限远聚焦的转接环，那么镜头的法兰距必须长于对应镜头接环的设定法兰距，以腾出空间来安装转接环。因此长法兰距的相机系统可用的镜头就越少，法兰距短的也就越多。
如果镜头和机身法兰距差别很小，因为转接环本身也有一定的厚度, 转接并不容易, 接环直径的尺寸与位置等其他因素，将左右能否转接镜头。